# Cumaribo
Cumaribo è un comune della Colombia facente parte del dipartimento di Vichada.
Il centro abitato venne fondato da José Nicolino Mattar nel 1959.